# 149th New York Infantry
Le 149th New YorkVolunteer Infantry Regiment est un régiment d'infanterie qui a servi dans l'armée de l'Union pendant la guerre de Sécession.

## Service
Le 149th New York Infantere est organisé à Syracuse, New York, et entre en service le 18 septembre 1862.

## Campagnes
Le régiment, sous le commandement d'Henry A. Barnum, quitte Syracuse le 23 septembre 1862, et dans un court laps de temps rejoint l'armée du général McClellan de l'armée. Il est affecté à la troisième brigade de la division de Geary du douzième corps, au sein duquel il combat à Chancellorsville, perdant 15 tués et 68 blessés, et 103 capturés ou disparus.

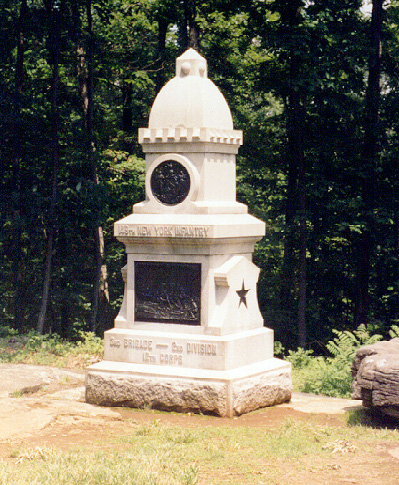
Monument de Gettysburg

À Gettysburg, le régiment participe à la célèbre défense de Culp's Hill, faite par la brigade du général Greene, au cours duquel le 149th New York, combattant derrière des parapets, perd 6 tués, 46 blessés et 3 disparus, mais inflige beaucoup plus de pertes à ses assaillants.
Avec le douzième corps, il est transféré dans l'armée du Cumberland, et les gars d'Onondaga combattent aussi courageusement dans le Tennessee qu'en Virginie ou à Gettysburg. Le régiment participe à la bataille de Wauhatchie les 28 et 29 octobre 1863(p194-206),. À Lookout Mountain, Tennessee, ils capturent cinq drapeaux, alors qu'ils se battent sous le commandement de Hooker dans cette affaire mémorable, leurs pertes s'élevant à 10 tués et 64 blessés.
Avant de commencer la campagne d'Atlanta, le douzième corps est désigné comme le vingtième, son commandement étant donné au général Hooker. Le régiment commence cette campagne avec 380 hommes au combat, dont 136 sont tués ou blessés avant d'arriver à Atlanta. Le lieutenant colonel Charles B. Randall, un officier vaillant et compétent, est tué à Peach Tree Creek, au cours de l'action où le régiment a subi ses plus lourdes pertes pendant la campagne, ses victimes s'élevant à 17 tués, 25 blessés et 10 disparus.
Le régiment, après avoir marché avec Sherman vers la mer est activement engagé lors du siège de Savannah, puis progresse dans les Carolines pendant l'ultime campagne qui se termine avec la capitulation de Johnston.
Le régiment est libéré du service le 12 juin 1865, après avoir participé à la grande revue des armées.

## Mémoire
Six médailles d'Honneur ont été décernés à des membres du 149th, dont une au colonel Barnum.

## Effectifs et pertes totales
Le régiment a perdu 4 officiers et 129 soldats tués ou blessés mortellement et 78 soldats qui sont morts de maladie, pour un nombre total de décès de 211.

## Commandants
- Colonel Henry A. Barnum